# 261. strelska divizija (ZSSR)
261. strelska divizija (izvirno rusko 261. стрелковая дивизия; kratica 261. SD) je bila strelska divizija Rdeče armade v času druge svetovne vojne.

## Zgodovina
Divizija je bila ustanovljena julija 1941 v Berdjansku in bila deaktivirana oktobra 1942.